# ولاية منوبة
ولاية مَنُّوبَة، إحدى ولايات الجمهورية التونسية الـ24. تقع في شمال البلاد تحدّها شرقا ولايتا أريانة وتونس، شمالا ولاية بنزرت، غربا ولاية باجة وجنوبا ولاية زغوان. يبلغ عدد سكانها الـ379.518 نسمة (تعداد 2014). يقع مقر الولاية بمدينة منوبة .

## أصل التسمية
لقد ذهب بعض المؤرخين إلى أن الأصل البونيقي لكلمة منوبة هي تركيب مزجي لـ«منّة» ومعناها الخير و «وبة» ومعناها السوق.
| المعتمدية                     | عدد السكان (2004) |
| ----------------------------- | ----------------- |
| برج العامري                   | 16٬184            |
| الجديدة                       | 40٬327            |
| دوار هيشر                     | 75٬959            |
| البطان                        | 17٬321            |
| منوبة                         | 51٬398            |
| المرناقية                     | 35٬129            |
| وادي الليل                    | 69,317            |
| طبربة                         | 41٬050            |
| المصدر: المعهد الوطني للإحصاء |                   |

## الجغرافيا
تقع ولاية منوبة في الشمال الشرقي للجمهورية التونسية وتحدها ستة ولايات وهي بنزرت، تونس، أريانة، بن عروس، زغوان وباجة.

## زراعة
تشتهر الولاية بزراعة الزيتون.

## تعليم
تحتوي جامعة منوبة على أربع عشرة مؤسسة جامعية تتركز أهمها في المركب الجامعي بمنوبة.